# إيناكي لافوينتي
إيناكي لافوينتي (بالإسبانية: Iñaki Lafuente)، من مواليد 24 يناير 1976 في باراكالدو في إسبانيا، لاعب كرة قدم إسباني.
بدأ مسيرته الكروية مع نادي بلباو أثلتك في عام 1994، ولعب معهم حتى عام 1999، وشارك معهم في 65 مباراة، وفي موسم 1995/1996 أعير إلى نادي سيستاو، وشارك معهم في 20 مباراة، وفي عام 1999 انتقل إلى نادي أثلتك بلباو، وأعير في موسم 1998/1999 إلى نادي إليتشي، ولعب معهم 37 مباراة، وهو الآن يلعب مع نادي أثلتك بلباو.

## وصلات خارجية
- إيناكي لافوينتي على موقع قاعدة بيانات كرة القدم.إي يو (الإنجليزية)
- إيناكي لافوينتي على موقع عالم كرة القدم.نت (الإنجليزية)